# Oscarsgalan 1959
Oscarsgalan 1959 som hölls 6 april 1959 var den 31:a upplagan av Oscarsgalan där det prestigefyllda amerikanska filmpriset Oscar delades ut till filmer som kom ut under 1958.

## Priskategorier

### Bästa film
Vinnare:
Gigi, ett lättfärdigt stycke - Arthur Freed
Övriga nominerade:
Min fantastiska tant - Jack L. Warner
Katt på hett plåttak - Lawrence Weingarten
Kedjan - Stanley Kramer
Vid skilda bord - Harold Hecht

### Bästa manliga huvudroll
Vinnare:
Vid skilda bord - David Niven
Övriga nominerade:
Kedjan - Tony Curtis
Katt på hett plåttak - Paul Newman
Kedjan - Sidney Poitier
Den gamle och havet - Spencer Tracy

### Bästa kvinnliga huvudroll
Vinnare:
Jag vill leva - Susan Hayward
Övriga nominerade:
Vid skilda bord - Deborah Kerr
Insats förlorad - Shirley MacLaine
Min fantastiska tant - Rosalind Russell
Katt på hett plåttak - Elizabeth Taylor

### Bästa manliga biroll
Vinnare:
Det stora landet - Burl Ives
Övriga nominerade:
Kedjan - Theodore Bikel
Bröderna Karamazov - Lee J. Cobb
Insats förlorad - Arthur Kennedy
Frökens favorit - Gig Young

### Bästa kvinnliga biroll
Vinnare:
Vid skilda bord - Wendy Hiller (närvarade inte vid ceremonin)
Övriga nominerade:
Min fantastiska tant - Peggy Cass
Insats förlorad - Martha Hyer
Möte med okänd - Maureen Stapleton
Kedjan - Cara Williams

### Bästa regi
Vinnare:
Gigi, ett lättfärdigt stycke - Vincente Minnelli
Övriga nominerade:
Katt på hett plåttak - Richard Brooks
Kedjan - Stanley Kramer
Värdshuset sjätte lyckan - Mark Robson
Jag vill leva - Robert Wise

### Bästa originalmanus
Vinnare:
Kedjan - Nedrick Young, Harold Jacob Smith
Övriga nominerade:
Gudinnan - Paddy Chayefsky
Dada för tre - Melville Shavelson, Jack Rose
Det kom en man från Texas - William Bowers (manus), James Edward Grant (manus/berättelse)
Frökens favorit - Fay Kanin, Michael Kanin

### Bästa manus efter förlaga
Vinnare:
Gigi, ett lättfärdigt stycke - Alan Jay Lerner
Övriga nominerade:
Katt på hett plåttak - Richard Brooks, James Poe
Uppåt väggarna - Alec Guinness
Jag vill leva - Nelson Gidding, Don Mankiewicz
Vid skilda bord - Terence Rattigan, John Gay

### Bästa foto (färg)
Vinnare:
Gigi, ett lättfärdigt stycke - Joseph Ruttenberg
Övriga nominerade:
Min fantastiska tant - Harry Stradling Sr.
Katt på hett plåttak - William H. Daniels
Den gamle och havet - James Wong Howe
South Pacific - Leon Shamroy

### Bästa foto (svartvitt)
Vinnare:
Kedjan - Sam Leavitt
Övriga nominerade:
Blodet ropar under almarna - Daniel L. Fapp
Jag vill leva - Lionel Lindon
Vid skilda bord - Charles Lang
De unga lejonen - Joseph MacDonald

### Bästa scenografi
Vinnare:
Gigi, ett lättfärdigt stycke - William A. Horning, E. Preston Ames, Henry Grace, F. Keogh Gleason
Övriga nominerade:
Min fantastiska tant - Malcolm C. Bert, George James Hopkins
Hokus pokus - Cary Odell, Louis Diage
Något av ett leende - Lyle R. Wheeler, John DeCuir, Walter M. Scott, Paul S. Fox
Studie i brott - Hal Pereira, Henry Bumstead, Sam Comer, Frank R. McKelvy

### Bästa kostym
Vinnare:
Gigi, ett lättfärdigt stycke - Cecil Beaton
Övriga nominerade:
Hokus pokus - Jean Louis
Kaparnas konung - Ralph Jester, Edith Head, John Jensen
Något av ett leende - Charles Le Maire, Mary Wills
Insats förlorad - Walter Plunkett

### Bästa ljud
Vinnare:
South Pacific - Fred Hynes (Todd-AO SSD)
Övriga nominerade:
Jag vill leva - Gordon Sawyer (Samuel Goldwyn SSD)
Tid att älska, dags att dö - Leslie I. Carey (Universal-International SSD)
Studie i brott - George Dutton (Paramount SSD)
De unga lejonen - Carlton W. Faulkner (20th Century-Fox SSD)

### Bästa klippning
Vinnare:
Gigi, ett lättfärdigt stycke - Adrienne Fazan
Övriga nominerade:
Min fantastiska tant - William H. Ziegler
Cowboy - William A. Lyon, Al Clark
Kedjan - Frederic Knudtson
Jag vill leva - William Hornbeck

### Bästa specialeffekter
Vinnare:
Tummeliten - Tom Howard
Övriga nominerade:
Sista torpeden - A. Arnold Gillespie, Harold Humbrock

### Bästa sång
Vinnare:
Gigi, ett lättfärdigt stycke - Frederick Loewe (musik), Alan Jay Lerner (text) för "Gigi, ett lättfärdigt stycke"
Övriga nominerade:
Dada för tre - Jay Livingston, Ray Evans för "Almost in Your Arms (Love Song from Houseboat)"
Något av ett leende - Sammy Fain (musik), Paul Francis Webster (text) för "A Certain Smile"
Insats förlorad - Jimmy Van Heusen (musik), Sammy Cahn (text) för "To Love and Be Loved"
Leka med elden - Sammy Fain (musik), Paul Francis Webster (text) för "A Very Precious Love"

### Bästa filmmusik (musikal)
Vinnare:
Gigi, ett lättfärdigt stycke - André Previn
Övriga nominerade:
På dansens vingar - Yuri Faier, Gennadi Rozhdestvensky
Ett litet hår av hin - Ray Heindorf
Karbeval - Lionel Newman
South Pacific - Alfred Newman, Ken Darby

### Bästa filmmusik (komedi eller drama)
Vinnare:
Den gamle och havet - Dimitri Tiomkin
Övriga nominerade:
Det stora landet - Jerome Moross
Vid skilda bord - David Raksin
Den vita vildmarken - Oliver Wallace
De unga lejonen - Hugo Friedhofer

### Bästa kortfilm
Vinnare:
Grand Canyon - Walt Disney
Övriga nominerade:
Journey Into Spring - Ian Ferguson
The Kiss - John Hayes
Snows of Aorangi -  (New Zealand Screen Board)
T Is for Tumbleweed - James A. Lebenthal

### Bästa animerade kortfilm
Vinnare:
Knighty Knight Bugs - John W. Burton
Övriga nominerade:
Paul Bunyan - Walt Disney
Sidney's Family Tree - William M. Weiss

### Bästa dokumentära kortfilm
Vinnare:
Ama Girls - Ben Sharpsteen
Övriga nominerade:
Employees Only - Kenneth G. Brown
Journey Into Spring - Ian Ferguson
The Living Stone - Tom Daly
Oeuverture - Thorold Dickinson

### Bästa dokumentärfilm
Vinnare:
Den vita vildmarken - Ben Sharpsteen
Övriga nominerade:
Antarctic Crossing - James Carr
The Hidden World - Robert Snyder
Psychiatric Nursing - Nathan Zucker

### Bästa utländska film
Vinnare:
Min onkel (Frankrike)
Övriga nominerade:
Hjältar (Tyskland)
Kvartetten som sprängde (Italien)
La strada lunga un anno (Jugoslavien)
La venganza (Spanien)

### Heders-Oscar
Maurice Chevalier

### Irving G. Thalberg Memorial Award
Jack L. Warner